# Khalīfeh Ḩeşār
Khalīfeh Ḩeşār (persiska: خَليفِه حِصارِ ميلان, خَلفَسَر, خَلفِ سار, خليفه حصار, Khalīfeh Ḩeşār-e Mīlān) är en ort i Iran.   Den ligger i provinsen Zanjan, i den nordvästra delen av landet, 200 km väster om huvudstaden Teheran. Khalīfeh Ḩeşār ligger 1 792 meter över havet och antalet invånare är 192.
Terrängen runt Khalīfeh Ḩeşār är huvudsakligen kuperad, men åt nordost är den platt. Runt Khalīfeh Ḩeşār är det ganska glesbefolkat, med 29 invånare per kvadratkilometer. Närmaste större samhälle är Abhar, 14,3 km norr om Khalīfeh Ḩeşār. Trakten runt Khalīfeh Ḩeşār består i huvudsak av gräsmarker.